# Социальная конвенция
Конвенции  — это особые социальные нормы, описывающие обыденное и рутинное поведение. Например, конвенцией является ожидание: «в случае обрыва телефонной связи перезванивает тот, кто звонил». Согласно другому определению, «конвенция — это в основном просто более короткий термин для перцепции части игроков группы о том, как должны остальные играть в игру. В течение всего времени на эту перцепцию воздействует множество сигналов и коммуникаций этих игроков. Репутация игрока — это психологическая перцепция других игроков относительно того, как он предпочитает играть …. Такую репутацию можно создать прошлой игрой, публичными заявлениями или использованием воображаемых символов и манипуляцией мифа».

## Значение конвенций
Американские исследователи полагают, что конвенции отделяет социальный порядок от непредсказуемости. Социальные конвенции подразумевают одинаковое отношение к одинаковым ситуациям. «То есть, я следую правилу, если и только если я отношусь ко всем случаям, попадающим под данное правило так, как правило диктует, чтобы я относился».
Социальные конвенции означают, что каждый член общества не только знает о правилах поведения, но и знает о том, что у других есть такое же знание о правилах.
Социальные конвенции являются результатом институциональной эволюции подробных правил, предписывающих где, что, когда, при каких условиях делать, и с какими возможными санкциями может столкнуться социальный агент, в практически декларативные утверждения, которым следуют исключительно из-за их распространенности и всеобщего удобства. Как социальный процесс конвенционализация заменяет внешние механизмы общественного и/или государственного принуждения внутренними институциональными паттернами.